# Mühledorf (Buchegg)
Mühledorf (toponimo tedesco) è una frazione di 347 abitanti del comune svizzero di Buchegg, nel Canton Soletta (distretto di Bucheggberg).

## Storia

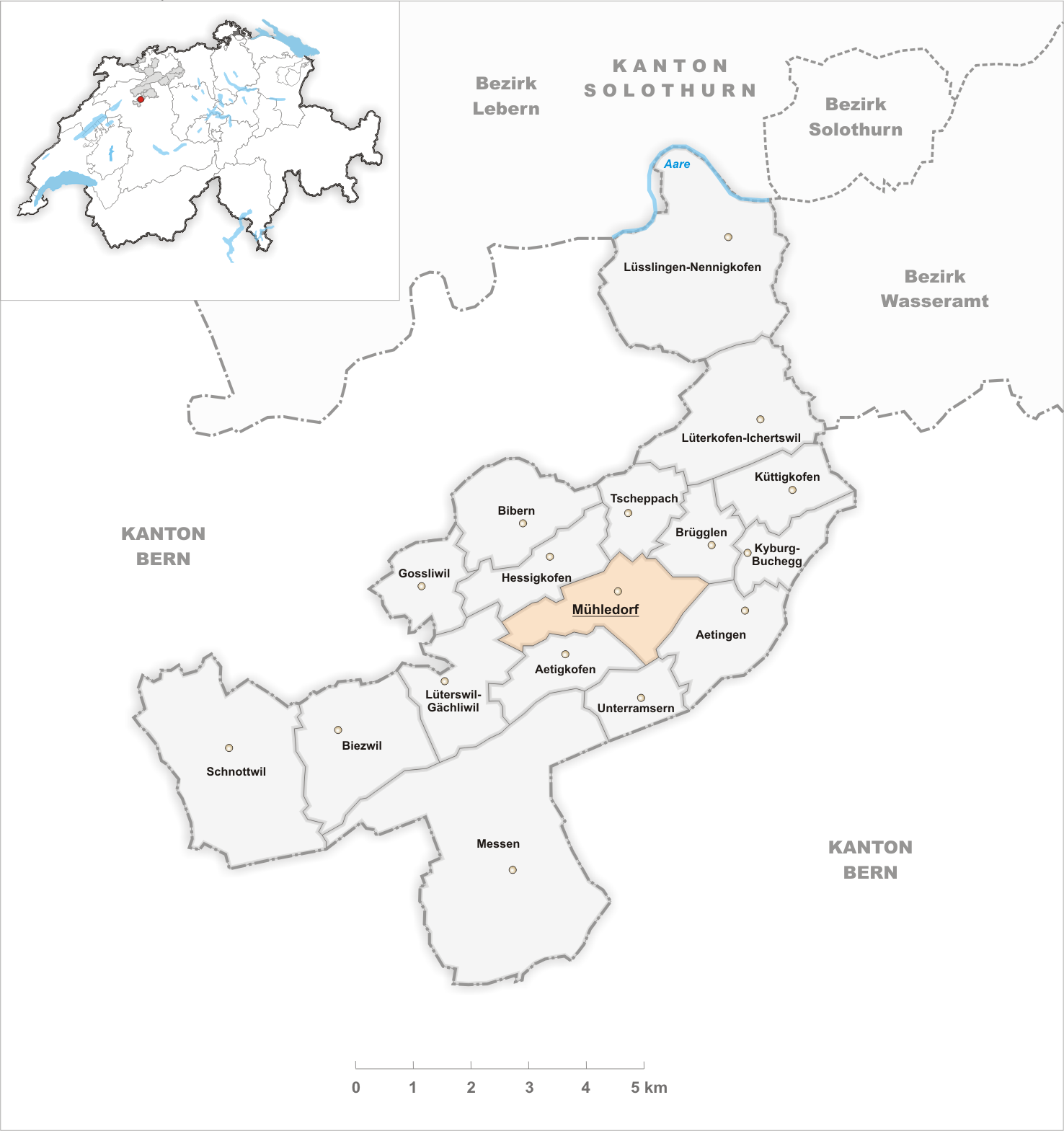
Il territorio del comune di Mühledorf prima degli accorpamenti comunali del 2014

Fino al 31 dicembre 2013 è stato un comune autonomo che si estendeva per 3,32 km²; il 1º gennaio 2014 è stato accorpato agli altri comuni soppressi di Aetigkofen, Aetingen, Bibern, Brügglen, Gossliwil, Hessigkofen, Küttigkofen, Kyburg-Buchegg e Tscheppach per formare il nuovo comune di Buchegg, del quale Mühledorf è capoluogo.